# Eva Areskoug
Eva Areskoug (Visby, 26 aprile 1967) è un'ex cestista svedese.

## Carriera
Con la Svezia ha disputato i Campionati europei del 1987.